# Burundi Bwacu
Burundi Bwacu (Vores Burundi) er Burundis nationalsang. Sangen er skrevet på kirundi af en gruppe forfattere under ledelse af den katolske præst Jean-Baptiste Ntahokaja, og melodien er komponeret af Marc Barengayabo. Burundi Bwacu blev indført som nationalsang ved Burundis uafhængighed i 1962.
| Musik | Spire Denne musikartikel er en spire som bør udbygges. Du er velkommen til at hjælpe Wikipedia ved at udvide den. |